# STAS
| Sigle de o literă                       |                               |
| Sigle de două litere                    |                               |
| Sigle de trei litere                    |                               |
| AAA → DZZ EAA → HZZ IAA → LZZ MAA → PZZ | QAA → TZZ UAA → XZZ YAA → ZZZ |
| Sigle de patru litere                   |                               |
| Sigle de cinci litere                   |                               |
| Sigle de șase litere                    |                               |

STAS este un acronim pentru standard de stat a cărui aplicare devine obligatorie prin efectul unei legi cu caracter general sau printr-o referintă exclusivă dintr-o reglementare. 
Acronim format din Sta[ndard] + s[tat].

## Uz
Se foloseste colocvial în expresii precum tastatură STAS, referindu-se la o tastatura obișnuită, comună, standard.